# Ilah

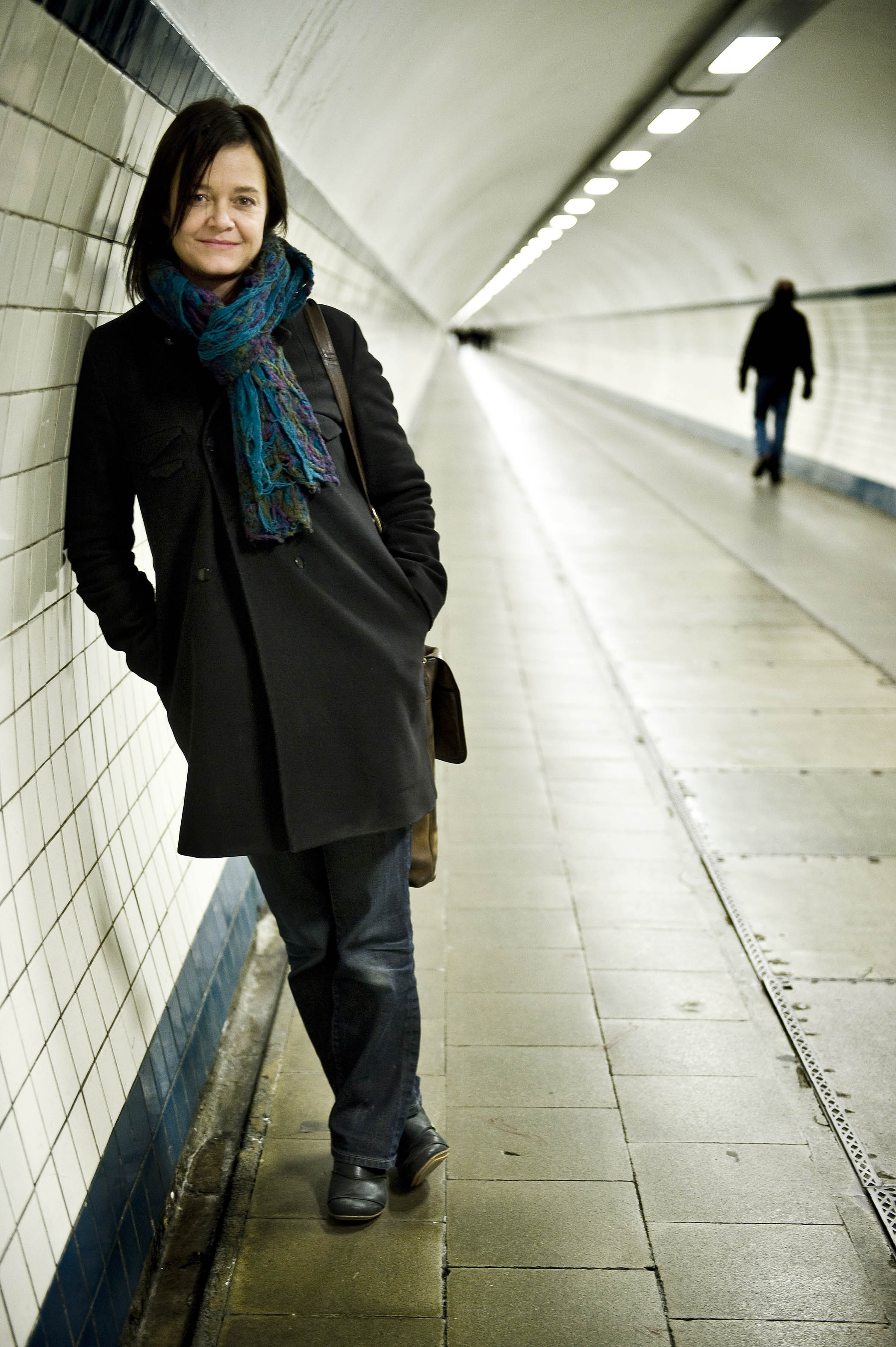
Inge Heremans in 2009

Ilah (Leuven, 25 januari 1971), pseudoniem en acroniem van Inge Liesbeth Alfonsina Heremans, is een Vlaams cartooniste en stripauteur die vooral bekendstaat om haar reeks Cordelia.

## Biografie
Ilah studeerde af aan de Hogeschool Sint-Lukas Brussel in de richting toegepaste grafiek en haalde een masterdiploma filosofie aan de Katholieke Universiteit Leuven.
Ilah bedacht haar personage, Cordelia, in 1996. Daarnaast verscheen in Flair haar reeks Mira en in De Morgen een tijd lang de reeks Claus en in Menzo later ook een nieuwe reeks, Ivan. Ze publiceerde onder meer in De Tijd, Knack, Flair, De Morgen, Menzo, Ad valvas, Frontaal Naakt.

## Stijl
Haar cartoons draaien vooral rond herkenbare situaties tussen mannen en vrouwen. Typisch aan haar tekenstijl is dat zij geen gebruik maakt van tekstballonnen, maar de dialogen gewoon boven de hoofden van haar personages schrijft. Zij maakt ook geen gebruik van kaders of uitgewerkte achtergronden, zodat de aandacht altijd uitgaat naar haar personages.
Ilah omschrijft haar bekendste reeks, Cordelia, als semi-autobiografisch. Het personage had een cameo in het De Kiekeboesalbum Bij Fanny op schoot.

## Overige werk
Ze heeft onder meer ook illustraties gemaakt voor de Boekenbeurs Antwerpen en de Vlaamse busdienst De Lijn. Sinds 1 december 2007 siert Cordelia ook een stripmuur in de Keizerstraat te Antwerpen.

## Quotes over haar oeuvre
- "Cordelia" vertegenwoordigt minimalistische “deeltjes van het leven”. Ilah heeft niet veel meer nodig dan een eenvoudige gedachte of opmerking om een grote variatie aan gevoelens tentoon te spreiden, van frustratie en ergernis tot oprechte verbazing." (Michel Kempeneers in De Standaard)
- “De herkenbaarheid van deze strip heeft een troostend effect dat een warm gevoel van dankbaarheid uitstraalt.” (Marc Reynebeau in “Knack”.)
- “Ilah portretteert de relaties tussen mannen en vrouwen op een manier die meer zegt dan een uitgebreide analyse. Haar gevoel voor timing en vooral haar aandacht voor het precieze gebruik van woorden is uitzonderlijk.”  (Gert Meesters in “Focus Knack”)
- “Cordelia is dat deel van Ilah dat ze gemeen heeft met alle vrouwen.” (Frieda Van Wijck)